# Karlheinz Pilcz
Karlheinz Pilcz (* 29. April 1940 in Wien; † 15. September 2019) war ein österreichischer Maler und Graphiker, Zeichner, Kunstpädagoge, Schriftsteller, Lokalhistoriker und Sagenforscher. Er gehörte zum Kreis der Wiener Schule des Phantastischen Realismus.

## Leben und Werk
Pilcz lebte seit frühester Kindheit in Mödling bei Wien. Ab 1958 studierte er Malerei und Kunsterziehung an der Akademie der bildenden Künste Wien bei Gerda Matejka-Felden, Josef Dobrowsky bzw. Karl Gunsam und Max Weiler, sowie Geschichte, Psychologie und Kunstgeschichte an der Universität Wien. 1966 bzw. 1968 schloss er seine Studien mit dem Titel „Magister artium“ ab.
1961 wurde er Mitglied des Wiener Künstlerhauses. Er war Mitbegründer der „Gruppe 64 NÖ“ niederösterreichischer Künstler, die 1964 aus der Taufe gehoben wurde. Von 1967 bis 2000 war er als Lehrer für Geschichte und Kunsterziehung tätig. Weit über hundert Mappenwerke und illustrierte Bücher mit seinen Werken wurden veröffentlicht. Er war Organisator vieler Ausstellungen, vor allem seit er die Tätigkeit als Vorstandsmitglied des Mödlinger Museumsvereins übernommen hatte. Zwischen 1987 und 1989 erkrankte er an beiden Augen an Grauem Star, was sein künstlerisches Schaffen veränderte und zeitweise einschränkte. Die Krankheit konnte durch Operationen geheilt werden.
Künstlerisch gehörte Pilcz zum Kreis der Wiener Schule des Phantastischen Realismus und dem Wiener Nachkriegssurrealismus. Er, der sich selbst als „hinterwäldlerischen Surrealisten“ bezeichnete, hatte ein Faible für das Märchenhafte, Mystische, Phantastische, Beängstigende entwickelt, was er am besten in Form von Tuschfederzeichnungen, Radierungen und Lithografien ausdrücken konnte. Wenn er nicht eigenen Visionen folgte, so ließ er sich von literarischen Vorbildern inspirieren bzw. illustrierte einfach gleich die Originale. Zu seinem reichhaltigen, weil breitgefächerten, buchillustrativen Schaffen gehörten Visualisierungen der Gruselgeschichten von Edgar Allan Poe und Bram Stoker, genauso wie der Werke von E. T. A. Hoffmann, Herman Melville, Franz Kafka, H. C. Artmann, Wilhelm Hauff und Erich Fitzbauer, ja sogar von Bibel-Passagen. Galt der Lektürenausschmückung auch seine besondere Liebe, konnte er doch auch Öl-Tempera-Bilder und Arbeiten in verschiedenen anderen Maltechniken vorweisen. Seine Ausstellungschronik, die nationale und internationale Einzel- und Gruppenausstellungen umfasst, begann bereits mit 19 Jahren und bescherte seinen Bildern dabei Aushangplätze in prominenter Nachbarschaft zu Bildern von Salvador Dalí, Max Ernst und René Magritte.
Er trat mehrmals als Autor von Gedichten, Geschichten, Erzählungen, poetischen Mystifikationen, Dramoletten und kunst- und kulturhistorischen Essays und Abhandlungen hervor und gab von 1983 bis 1987 fünf Bände mit Mödlinger Sagen und Volkserzählungen heraus.
Pilcz galt überdies als Kenner des Blues und des alten Jazz sowie der phantastischen Weltliteratur, schätzte alte Bücher und Filme und sammelte Filmprogramme sowie Ausgaben der Werke von Wilhelm Busch, Karl May und von Brehms Tierleben.

## Charakterisierung
„KH Pilcz stand in seinen künstlerischen Anfängen in der damals noch jungen Tradition der Wiener Schule des Phantastischen Realismus. Er wurde gleichsam ihr poetischer Repräsentant, Lyriker der Zeichenfeder und Radiernadel. Zwischen Sonnen, Monden, Sternen und steifigen Wolken ließ er Vögel stürzen und Drachen steigen, Turmspitzen ragen oder wunderliche Pflanzen wachsen.“

## Ausstellungen

### Einzelausstellungen
1961 hatte er seine erste Einzelausstellung in der Galerie Fuchs in Wien. Seither gab viele weitere Einzelausstellungen, u. a. in Wien, Mödling, Maria Enzersdorf, Perchtoldsdorf, Baden, Bad Schönau, Schwechat, Braunau am Inn, München, Hamburg, Prag und Austin/Texas sowie in der Burg Streitwiesen, im Gauermann-Museum in Scheuchenstein und in der Niederösterreichischen Landesbibliothek in St. Pölten.

### Ausstellungsbeteiligungen
Ab 1959 gab es Ausstellungsbeteiligungen in den deutschsprachigen Ländern, den Benelux-Staaten, in Dänemark, Schweden, Frankreich und Italien. Auch ausgedehnt im ost- und südosteuropäischen Raum: Bulgarien, Rumänien, Polen, Tschechien, Serbien, Kroatien, Slowenien, Türkei. Darüber hinaus in Nordafrika, im Iran, in Indien, Hongkong und Japan bis nach Übersee, nämlich Brasilien und den USA.

## Auszeichnungen
- 1960 und 1961: Meisterschulpreise der Akademie der bildenden Künste Wien
- 1962: Anton-Romako-Preis des Wiener Künstlerhauses und Goldene Füger-Medaille der Akademie der bildenden Künste Wien
- 1963: Young Art Medal
- 1966: Anerkennungspreis des Kulturamtes der Stadt Wien für eines der besten Werbeplakate des Jahres
- 1965 und 1968: Großer Preis des Wiener Künstlerhauses
- 1969: Förderungspreis des Landes Niederösterreich für bildende Kunst
- 1980: Ehrenzeichen für Verdienste um Kultur und Kunst in der Stadt Mödling
- 2000: Förderungspreis des Landes Niederösterreich für Volksbildung
- 2005: Wissenschaftspreis des Landes Niederösterreich, Kategorie Erwachsenenbildung, für das Buch Immer wenn der Kuckuck schrie[4]
- 2010: Goldene Ehrennadel der Stadt Mödling und Goldener Lorbeer des Wiener Künstlerhauses

## Ankäufe
- Graphische Sammlung Albertina, Wien
- Kupferstichkabinett der Akademie der bildenden Künste, Wien
- Österreichische Nationalbibliothek, Wien
- Bundesministerium für Unterricht, Kunst und Kultur, Wien
- Phantastenmuseum, Wien
- Kulturamt der Stadt Wien
- Niederösterreichisches Landesmuseum und Niederösterreichische Landesregierung, St. Pölten
- Neue Galerie, Linz
- Städte Salzburg, Braunau am Inn, Mödling und die Marktgemeinde Biedermannsdorf
- Bezirkshauptmannschaft Mödling
- Oberhausmuseum, Passau
- Deutsche Bibliothek, Frankfurt am Main
- Mánes, Prag
- Graphische Sammlung des Rijksmuseums, Amsterdam
- University of Texas, Austin